# Somali und der Gott des Waldes
Somari to Mori no Kamisama (ソマリと森の神様 Somali and the Forest Spirit) ist eine Web-Manga-Reihe von Yako Gureishi, die seit April 2015 im Webmagazin Web Comic Zenyon des Verlages Tokuma Shoten erscheint und in physischer Form bisher sechs Bände im Tankōbon-Format hervorbrachte. In Deutschland erscheint die Serie seit dem 7. November 2019 beim Verlag Manga Cult unter dem Titel Somali und der Gott des Waldes.
Es wurde zudem angekündigt, dass die Mangareihe eine Umsetzung als Animeserie erhalten werde, die ab dem 6. Januar 2020 in Japan startet.

## Handlung
In einer Welt, in der fantastische Wesen die Erde bevölkern und die Menschheit verdrängt und fast ausgelöscht wurde, trifft Golem, der Gott des Waldes, auf das Menschenmädchen Somali. Er übernimmt daraufhin die Rolle eines Ersatzvaters und macht sich mit ihm auf den Weg, die letzten überlebenden Menschen zu finden. Was Somali nicht weiß ist, dass Golem nur noch knapp ein Jahr Lebenszeit hat.

## Umsetzungen

### Manga
Yako Gureishi startete den Web-Manga im April des Jahres 2015 und veröffentlichte diesen im Web Comic Zenyon des Verlages Tokuma Shoten. Dieser wurde später auf gedruckter Basis produziert und brachte bisher sechs Bände im Tankōbon-Format hervor. In Deutschland erscheint der Manga unter dem Titel Somali und der Gott des Waldes beim Verlag Manga Cult.
Aufgrund des schlechten Gesundheitszustandes von Mangaka Yako Gureishi wurde der Manga abgebrochen. Das letzte Kapitel des Manga wurde im Oktober 2019 veröffentlicht. In einem Statement, welches am 23. Dezember 2020 veröffentlicht wurde, entschuldigte man sich für den Abbruch der Serie.
In einer Mitteilung Guraishis im Jahr 2023 wurde bekannt, dass sich eine Neuaufnahme aufgrund der finanziellen Situation weiterhin verschlechtert und man auf Pixiv einen Spendentopf eröffnet habe, um die Mietkosten decken zu können. Weiterhin hieß es in dem Statement, dass der Mangaka weiterhin interessiert sei, den Manga wieder aufzunehmen und in Eigenregie digital zu veröffentlichen.

### Anime
Am 22. März 2019 wurde bekanntgegeben, dass Somari to Mori no Kamisama eine Umsetzung als Animeserie erhalten wird. Ursprünglich sollte die erste Episode bereits im Oktober gleichen Jahres gezeigt werden. Jedoch wurde eine Ausstrahlung der Serie auf Januar 2020 verschoben. Die Animeserie wird am 6. Januar 2020 starten.
Verantwortlich für die Produktion der Serie zeigt sich das Studio Satelight, das bereits mehrere Animeadaptionen des Macross-Franchises realisierte, unter der Regie von Kenji Yasuda. Das Drehbuch wird von Mariko Muchizuki geschrieben, die Serienmusik von Ryo Yoshimata komponiert. Das Charakterdesign wird von Ikuko Ihto entworfen. Die Serie wird in Japan auf Tokyo MX, BS NTV und AbemaTV ausgestrahlt. Crunchyroll, die die Serie co-produziert, zeigt Somali and the Forest Spirit weltweit im Simulcast. In den Vereinigten Staaten wurde die ersten drei Episoden während der Anime NYC in New York City zwischen dem 15. und 17. November 2019 vorab gezeigt. Am 2. Januar 2020 wurde die erste Folge der Animeserie vorab bei Crunchyroll gezeigt, eine Woche vor der geplanten TV-Ausstrahlung in Japan.
Inori Minase spricht die Protagonistin Somali, während Daisuke Ono dem Waldgott Golem seine Stimme verleiht. Die übrige Synchronsprecherbesetzung wurde in einem Vorsprechen ermittelt.
Naotarō Moriyama singt mit Arigatō wa Kocchi no Kotoba das Lied im Vorspann, Inori Minase mit Kokoro Somali den Abspanntitel.
Yako Guraishi bezeichnete die Anime-Produktion im Nachhinein indirekt als einen Fehler. Da der Mangaka zu dem Zeitpunkt der Produktion der Serie keine Zeit und noch zu unerfahren war, überließ er einer anderen, erfahreren Person die Aufsicht auf die Produktion. Aus diesen Gründen bemerkte man erst sehr spät, dass zum Beispiel der Name der titelgebenden Protagonistin falsch übernommen wurden.

#### Synchronisation
| Rolle       | Japanische Stimme (Seiyū) |
| ----------- | ------------------------- |
| Somali      | Inori Minase              |
| Golem       | Daisuke Ono               |
| Shizuno     | Hiroki Nanami             |
| Uzoi        | Saori Hayami              |
| Yabashira   | Tatsuhisa Suzuki          |
| Haitora     | Yūki Ono                  |
| Rosa-obasan | Rie Shibata               |
| Musurika    | Shō Hayami                |
| Kokilira    | Tomokazu Seki             |
| Hazel       | Ai Kayano                 |
| Praline     | Ayahi Takagaki            |